# レガシーワールド
レガシーワールド（欧字名:Legacy World、1989年4月23日 - 2021年8月18日）は、日本の競走馬。
1993年のジャパンカップ（GI）を優勝し、日本調教の騸馬として初となるGI競走勝利を成し遂げた。その他の勝ち鞍に、1992年のセントライト記念（GII）。近代日本競馬におけるセン馬の地位向上に貢献した。

## 経歴

### 3歳
レガシーワールドを管理する事になる調教師の戸山為夫と当時戸山厩舎所属の調教助手だった森秀行が、入厩する前のレガシーワールドを見に牧場を訪れた際に「この馬は走る」と断言していた。
入厩後の普段は大人しかったが、レースの日になると落ち着きが無くなり、ゲートに行く頃には興奮して何割かのエネルギーを使ってしまいまっすぐ走れず、ゲート下手だったレガシーワールドは3歳時は出遅れ癖が酷くて勝てず5戦未勝利に終わり、おまけに骨折するなど散々だった。
調教では良く走る為に出るたびに人気になるが、この状態ではファンに迷惑がかかると考えた戸山は休養中にレガシーワールドを去勢する荒療治に出る事にした。
この気性難について母母ダイゴハマイサミも管理した戸山は「血統的には父と母にそういう所は無く祖母にちょっとその傾向が有ったが、それ程酷いものではない。」と評している。

### 4歳
去勢が良かったのか、しなくても時期になればよくなったのか戸山にも分からなかったが、去勢後のレガシーワールドは才能が一気に開花した。
復帰初戦こそ騎手を振り落として競走除外になったものの、未勝利戦から500万下条件、900万下条件と夏の間に3勝を挙げた。そして、菊花賞トライアルのセントライト記念では、逃げを打つと前半5ハロン60.6のペースで進み、直線一度はライスシャワーに交わされたのをアタマ差差し返して勝利し、重賞初制覇を遂げた。 福島の未勝利を勝ち函館のUHB杯2着を経て2週間後のセントライト記念に出走させると聞いた時、セントライト記念出走するにはまだ力が足りないと思った幣旗は「いいかげんにせい！」と言った。だが戸山は「何言うてんねん。一緒に応援に行くぞ！」と自信満々であった。幣旗は言われた通り応援しに行った。
その後、レガシーワールドは騸馬ゆえに菊花賞には出られず、東京スポーツ杯とドンカスターステークスのオープン特別を連勝してジャパンカップに出走したが、トウカイテイオーの4着に敗れた。続く有馬記念では、直線で内を突いて追い込んできたが、メジロパーマーにハナ差届かず、2着に終わった。

### 5歳
年が明けて、5歳になったレガシーワールドはAJC杯では圧倒的な1番人気になったが、ホワイトストーンに逃げ切りを許し、2着に敗れた。その後、レガシーワールドは再度の骨折により秋まで休養に入る事になる。休養期間中に今まで管理していた戸山調教師が死去し、森厩舎所属となった。
秋になり、骨折が癒えたレガシーワールドは京都大賞典から復帰した。このレースから森の意向により、河内洋に乗り替わる事になったが、レコード勝ちしたメジロマックイーンに3馬身半差の2着に敗れてしまう。それでも、次走のジャパンカップではケント・デザーモのゴール板誤認ミスで直線で伸びを欠いたコタシャーン以下を封じて、初のGI制覇を達成した。しかし、これがレガシーワールドの生涯最後の勝利になった。 同レース前、「失礼な事を言うかもしれませんが、あの馬は調教しているのですか？」と質問した英国人記者がおり、「ハードなトレーニング調教をしているんですよ。」と答えられると、信じられないという表情で去って行ったが、先頭でゴールを果たした後の祝賀会にその英国人記者が現れ「先ほどは失礼な事を言ってしまってごめんなさい。」と謝罪したエピソードがある。同レースの勝利で日本最強セン馬という異名を得た。
有馬記念では2番人気で出走したが、トウカイテイオーの5着に終わった。

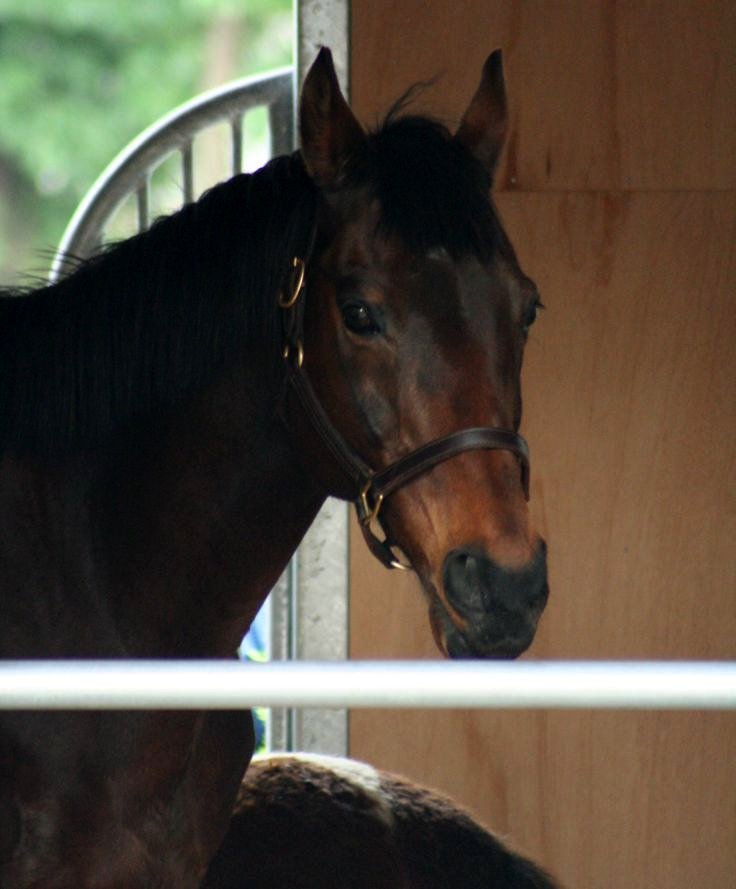
2007年4月22日 東京競馬場特別展示

### 6歳以降
その後、レガシーワールドは米国遠征も取りざたされたが、その直後に屈腱炎を発症、皮膚病にもかかり長期休養に追い込まれた。長期休養から復帰したのは20ヶ月休養後の函館記念の事だった。函館記念ではそれまでの実績が買われ2番人気に支持されたが、最下位に大敗。その後、レガシーワールドは8歳まで現役を続けたが、GI優勝馬らしい走りを見せる事ができず、1996年の宝塚記念8着を最後に引退した。

## 引退後
生まれ故郷、北海道新ひだか町（旧静内町）のへいはた牧場にて功労馬として余生を送っていた。2007年4月21日、22日の2日間、東京競馬場のグランドオープン記念としてウイニングチケットとともに特別展示が行われた。2021年8月18日早朝、老衰のため死亡した。32歳没。
「32歳、GI馬レガシーワールド亡くなる 相棒と暮らした穏やかな余生」という記事によると、【 競走馬引退後、生まれ故郷のへいはた牧場へ戻ったレガシーワールドは功労馬としてゆったりと暮らしていた。「ものすごく寂しがりやだし、元々気性が荒かったので、馬房でポニーと一緒にさせていました。それが合っていたようで、いつも相棒と一緒にいましたね。」(幣旗さん)一緒に過ごしたポニーは２頭。初代のパピーちゃんは早くに亡くなったが、二代目のハニーちゃんは2019年に亡くなるまでずっとずっと一緒にいたそうだ。「ハニーがちょっと離れただけでワールドはとても寂しがっていました。その後はアポロアミという牝馬と一緒に過ごさせるようにしていました。さすがにサラブレッド同士なので馬房は別々ですが、一緒に放した放牧地ではいつも一緒にいましたね。」(幣旗さん)】とある。

## 競走成績
| 年月日 | 年月日 | 年月日 | 競馬場 | 競走名           | 格      | 頭 数 | 枠 番 | 馬 番 | オッズ （人気） | 着順 | 騎手       | 斤量 | 距離（馬場）  | タイム （上がり3F） | タイム 差 | 勝ち馬/（2着馬）     |
| 1991.  | 8.     | 18     | 函館   | 3歳新馬          |         | 7     | 2     | 2     | 13.5（4人）     | 4着  | 小島貞博   | 53   | 芝1200m（良） | 1:12.1 (36.3)       | 1.0       | ハヤノキック         |
|        | 8.     | 24     | 函館   | 3歳新馬          |         | 9     | 6     | 6     | 3.2（2人）      | 2着  | 小島貞博   | 53   | 芝1200m（良） | 1:11.8 (36.2)       | 1.5       | エアジョーダン       |
|        | 9.     | 7      | 函館   | 3歳未勝利        |         | 10    | 4     | 4     | 2.9（1人）      | 5着  | 小谷内秀夫 | 53   | 芝1200m（不） | 1:14.0 (37.6)       | 0.8       | スターポジション     |
|        | 10.    | 26     | 京都   | 3歳未勝利        |         | 16    | 4     | 7     | 8.1（3人）      | 3着  | 小島貞博   | 53   | 芝1600m（良） | 1:37.4 (48.5)       | 0.2       | ダイナスプレンダー   |
|        | 11.    | 16     | 東京   | 3歳未勝利        |         | 18    | 3     | 5     | 4.5（2人）      | 4着  | 小島貞博   | 54   | 芝1800m（良） | 1:50.6 (36.5)       | 0.9       | パーシャンスポット   |
| 1992.  | 6.     | 28     | 福島   | 4歳未勝利        |         | 15    | 2     | 3     | -               |      | 小谷内秀夫 | 55   | 芝1800m（良） | 競走除外            | -         | コスミックレイズ     |
|        | 7.     | 11     | 福島   | 4歳未勝利        |         | 16    | 7     | 14    | 4.2（2人）      | 1着  | 小谷内秀夫 | 55   | 芝1800m（良） | 1:52.0 (38.3)       | -0.0      | （ニシノマシーン）   |
|        | 7.     | 25     | 新潟   | 三面川特別       | 500万下 | 13    | 7     | 10    | 5.4（2人）      | 3着  | 小谷内秀夫 | 55   | 芝2200m（良） | 2:14.6 (48.5)       | 0.1       | ミュゲルージュ       |
|        | 8.     | 15     | 函館   | 奥尻特別         | 500万下 | 8     | 4     | 4     | 9.1（5人）      | 1着  | 小谷内秀夫 | 55   | 芝2000m（重） | 2:04.4 (38.3)       | -2.1      | （チアズモアー）     |
|        | 8.     | 22     | 函館   | 松前特別         | 900万下 | 10    | 5     | 5     | 1.8（1人）      | 1着  | 小谷内秀夫 | 54   | 芝2500m（良） | 2:38.4 (37.0)       | -0.1      | （ミスコチョウラン） |
|        | 9.     | 13     | 函館   | UHB杯            | OP      | 13    | 2     | 2     | 6.4（2人）      | 2着  | 小谷内秀夫 | 53   | 芝1800m（重） | 1:52.1 (38.9)       | 0.6       | ジャニス             |
|        | 9.     | 27     | 中山   | セントライト記念 | GII     | 14    | 6     | 9     | 7.3（4人）      | 1着  | 小島貞博   | 56   | 芝2200m（良） | 2:13.6 (37.0)       | -0.0      | （ライスシャワー）   |
|        | 10.    | 25     | 東京   | 東京スポーツ杯   | OP      | 10    | 3     | 3     | 1.8（1人）      | 1着  | 小谷内秀夫 | 56   | 芝2400m（良） | 2:26.1 (34.8)       | -0.1      | （ヘイアンワッスル） |
|        | 11.    | 8      | 京都   | ドンカスターS    | OP      | 10    | 5     | 5     | 3.8（2人）      | 1着  | 小谷内秀夫 | 57   | 芝2400m（良） | 2:24.8 (48.0)       | -0.1      | （ヒシマサル）       |
|        | 11.    | 29     | 東京   | ジャパンC        | GI      | 14    | 4     | 6     | 17.9（10人）    | 4着  | 小谷内秀夫 | 55   | 芝2400m（良） | 2:25.4 (37.6)       | 0.8       | トウカイテイオー     |
|        | 12.    | 27     | 中山   | 有馬記念         | GI      | 16    | 3     | 6     | 13.4（5人）     | 2着  | 小谷内秀夫 | 55   | 芝2500m（良） | 2:33.5 (34.8)       | 0.0       | メジロパーマー       |
| 1993.  | 1.     | 24     | 中山   | AJCC             | GII     | 9     | 3     | 3     | 1.4（1人）      | 2着  | 小谷内秀夫 | 57   | 芝2200m（稍） | 2:15.4 (37.0)       | 0.4       | ホワイトストーン     |
|        | 10.    | 10     | 京都   | 京都大賞典       | GII     | 10    | 8     | 9     | 4.4（2人）      | 2着  | 河内洋     | 58   | 芝2400m（良） | 2:23.3 (36.3)       | 0.6       | メジロマックイーン   |
|        | 11.    | 28     | 東京   | ジャパンC        | GI      | 16    | 4     | 8     | 12.5（6人）     | 1着  | 河内洋     | 57   | 芝2400m（良） | 2:24.4 (36.1)       | -0.2      | （コタシャーン）     |
|        | 12.    | 26     | 中山   | 有馬記念         | GI      | 14    | 6     | 9     | 4.9（2人）      | 5着  | 河内洋     | 57   | 芝2500m（良） | 2:31.7 (35.9)       | 0.8       | トウカイテイオー     |
| 1995.  | 8.     | 20     | 函館   | 函館記念         | GIII    | 16    | 8     | 15    | 5.7（2人）      | 16着 | 河内洋     | 58   | 芝2000m（重） | 2:05.3 (39.8)       | 2.9       | インターマイウェイ   |
|        | 9.     | 18     | 中山   | オールカマー     | GII     | 10    | 5     | 5     | 9.1（5人）      | 9着  | 河内洋     | 59   | 芝2200m（稍） | 2:18.1 (36.5)       | 1.8       | ヒシアマゾン         |
|        | 10.    | 8      | 京都   | 京都大賞典       | GII     | 13    | 7     | 10    | 13.0（6人）     | 13着 | 武豊       | 59   | 芝2400m（良） | 2:28.0 (37.9)       | 2.7       | ヒシアマゾン         |
|        | 10.    | 28     | 東京   | アイルランドT    | OP      | 11    | 7     | 9     | 9.5（3人）      | 11着 | 蛯名正義   | 59.5 | 芝1600m（良） | 1:35.6 (36.7)       | 2.3       | トロットサンダー     |
|        | 11.    | 19     | 京都   | マイルCS         | GI      | 18    | 2     | 4     | 40.4（11人）    | 13着 | 村本善之   | 57   | 芝1600m（良） | 1:35.0 (35.7)       | 2.0       | トロットサンダー     |
|        | 12.    | 9      | 阪神   | 鳴尾記念         | GII     | 12    | 4     | 4     | 22.0（7人）     | 9着  | 河内洋     | 58   | 芝2500m（良） | 2:32.9 (36.5)       | 1.6       | カネツクロス         |
| 1996.  | 1.     | 24     | 川崎   | 川崎記念         | －      | 12    | 5     | 6     | －（4人）       | 9着  | 河内洋     | 55   | ダ2000m（良） | 2:10.8 (----)       | 3.3       | ホクトベガ           |
|        | 2.     | 19     | 東京   | 目黒記念         | GII     | 14    | 1     | 1     | 17.2（7人）     | 8着  | 的場均     | 56   | 芝2500m（良） | 2:34.6 (36.8)       | 0.6       | ユウセンショウ       |
|        | 3.     | 20     | 船橋   | ダイオライト記念 | －      | 8     | 6     | 6     | －（3人）       | 6着  | M.ロバーツ | 55   | ダ2400m（良） | 2:34.1 (----)       | 2.8       | ホクトベガ           |
|        | 4.     | 6      | 阪神   | 大阪城S          | OP      | 13    | 7     | 11    | 5.6（3人）      | 4着  | 南井克巳   | 56   | 芝2500m（良） | 2:32.7 (35.8)       | 0.1       | ダイタクサージャン   |
|        | 5.     | 11     | 京都   | 京阪杯           | GIII    | 16    | 1     | 1     | 12.1（6人）     | 16着 | 河内洋     | 56   | 芝2200m（良） | 2:15.4 (36.3)       | 2.6       | ダンスパートナー     |
|        | 5.     | 25     | 東京   | メイS            | OP      | 13    | 6     | 8     | 12.0（4人）     | 7着  | 的場均     | 56   | 芝2400m（良） | 2:26.6 (35.8)       | 0.4       | ダイゴウソウル       |
|        | 7.     | 7      | 阪神   | 宝塚記念         | GI      | 13    | 2     | 2     | 35.4（9人）     | 8着  | 芹沢純一   | 58   | 芝2200m（良） | 2:13.1 (35.6)       | 1.1       | マヤノトップガン     |

## 血統
| レガシーワールドの血統         | レガシーワールドの血統                    | レガシーワールドの血統  | （血統表の出典）        | （血統表の出典）     |
| 父系                           | リファール系                              | リファール系            | リファール系            | [ § 2 ]              |
| 父 * モガミ Mogami 1976 青鹿毛 | 父の父Lyphard 1969 鹿毛                   | Northern Dancer         | Nearctic                | Nearctic             |
| 父 * モガミ Mogami 1976 青鹿毛 | 父の父Lyphard 1969 鹿毛                   | Northern Dancer         | Natalma                 |                      |
| 父 * モガミ Mogami 1976 青鹿毛 | 父の父Lyphard 1969 鹿毛                   | Goofed                  | Court Martial           | Court Martial        |
| 父 * モガミ Mogami 1976 青鹿毛 | 父の父Lyphard 1969 鹿毛                   | Goofed                  | Barra                   |                      |
| 父 * モガミ Mogami 1976 青鹿毛 | 父の母* ノーラック No Luck 1968 黒鹿毛    | Lucky Debonair          | Vertex                  | Vertex               |
| 父 * モガミ Mogami 1976 青鹿毛 | 父の母* ノーラック No Luck 1968 黒鹿毛    | Lucky Debonair          | Fresh as Fresh          |                      |
| 父 * モガミ Mogami 1976 青鹿毛 | 父の母* ノーラック No Luck 1968 黒鹿毛    | No Teasing              | Palestinian             | Palestinian          |
| 父 * モガミ Mogami 1976 青鹿毛 | 父の母* ノーラック No Luck 1968 黒鹿毛    | No Teasing              | No Fidding              |                      |
| 母 ドンナリディア 1983 栗毛    | 母の父* ジムフレンチ Jim French 1968 鹿毛 | Graustark               | Ribot                   | Ribot                |
| 母 ドンナリディア 1983 栗毛    | 母の父* ジムフレンチ Jim French 1968 鹿毛 | Graustark               | Flower Bowl             |                      |
| 母 ドンナリディア 1983 栗毛    | 母の父* ジムフレンチ Jim French 1968 鹿毛 | Dinner Partner          | Tom Fool                | Tom Fool             |
| 母 ドンナリディア 1983 栗毛    | 母の父* ジムフレンチ Jim French 1968 鹿毛 | Dinner Partner          | Bluehaze                |                      |
| 母 ドンナリディア 1983 栗毛    | 母の母ダイゴハマイサミ 1966 栗毛          | * チャイナロック        | Rockefella              | Rockefella           |
| 母 ドンナリディア 1983 栗毛    | 母の母ダイゴハマイサミ 1966 栗毛          | * チャイナロック        | May Wong                |                      |
| 母 ドンナリディア 1983 栗毛    | 母の母ダイゴハマイサミ 1966 栗毛          | ハマイサミ              | * ヴィーノーピュロー    | * ヴィーノーピュロー |
| 母 ドンナリディア 1983 栗毛    | 母の母ダイゴハマイサミ 1966 栗毛          | ハマイサミ              | ミスヒガシ              |                      |
| 母系(F-No.)                    | プロポンチス系(FN:F4-d)                   | プロポンチス系(FN:F4-d) | プロポンチス系(FN:F4-d) | [ § 3 ]              |
| 5代内の近親交配                | なし                                      | なし                    | なし                    | [ § 4 ]              |
| 出典                           | 1. 2. 3. 4.                               | 1. 2. 3. 4.             | 1. 2. 3. 4.             | 1. 2. 3. 4.          |

近親
祖母の半兄イチハマイサミ（中央名ダイヨンハマイサミ）は報知グランプリカップの勝ち馬
6代母パシフイツク（競走馬名クヰンフロラー）は1926年帝室御賞典勝ち馬。さらに牝系を遡ると、小岩井農場の基礎輸入牝馬の一頭であるプロポンチスにたどり着く。